# Şarkışla (district)
Şarkışla is een Turks district in de provincie Sivas en telt 41.950 inwoners (2007). Het district heeft een oppervlakte van 2102,9 km². Hoofdplaats is Şarkışla.
De bevolkingsontwikkeling van het district is weergegeven in onderstaande tabel.
| 1997   | 2000   | 2007   |
| ------ | ------ | ------ |
| 43.990 | 49.318 | 41.950 |

## Bekende (ex-)inwoners
De Nederlandse oud-politica Nebahat Albayrak is afkomstig uit deze streek. 

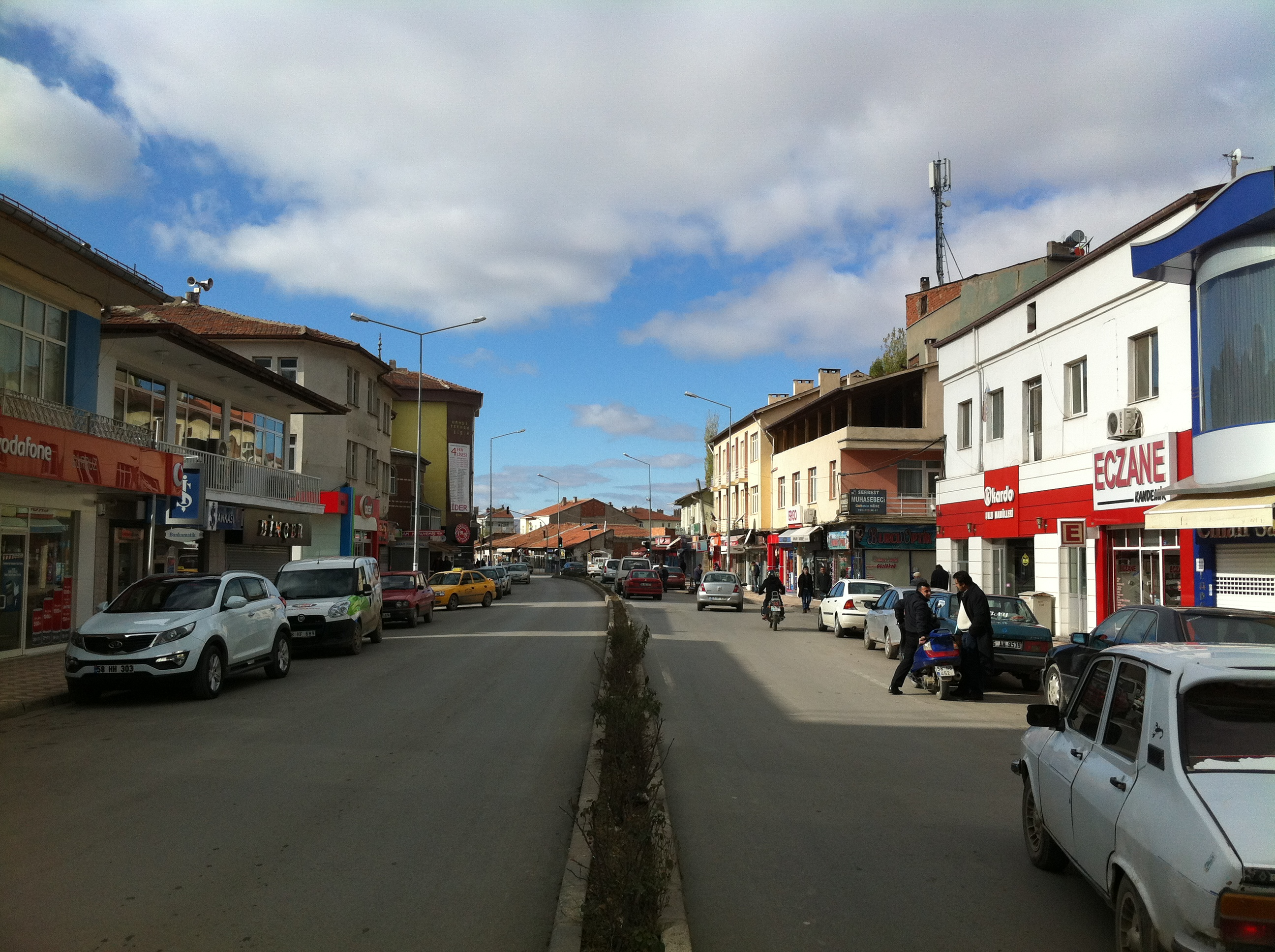
Şarkışla city center